# Єнбекші (Мактааральський район)
Єнбекші́ (каз. Еңбекші) — село у складі Мактааральського району Туркестанської області Казахстану. Входить до складу Мактааральського сільського округу.
У радянські часи село називалось Енбекші.
Населення — 91 особа (2021; 86 у 2009, 161 у 1999, 85 у 1989).